# Nothoscordum jaibanum
Nothoscordum jaibanum är en amaryllisväxtart som beskrevs av Pierfelice Ravenna. Nothoscordum jaibanum ingår i släktet vaniljlökar, och familjen amaryllisväxter. Inga underarter finns listade i Catalogue of Life.